# 阿尔纳克
阿尔纳克（法語：Arnac，法語發音：[aʁnak]）是法国康塔尔省的一个市镇，位于该省西部，属于欧里亚克区。

## 地理
阿尔纳克（45°3'29"N, 2°13'59"E）面积20.15 平方千米，位于法国奥弗涅-罗讷-阿尔卑斯大区康塔爾省，该省份为法国中南部省份，位于法國中央高原中心，北起科雷兹省、上盧瓦爾省和多姆山省，西接洛特省和科雷兹省，南至阿韦龙省和洛特省，东临上盧瓦爾省和洛泽尔省。
与阿尔纳克接壤的市镇（或旧市镇、城区）包括：克罗德蒙特韦尔、普洛、圣伊利德、圣马丹康塔莱斯、圣桑坦康塔莱斯。

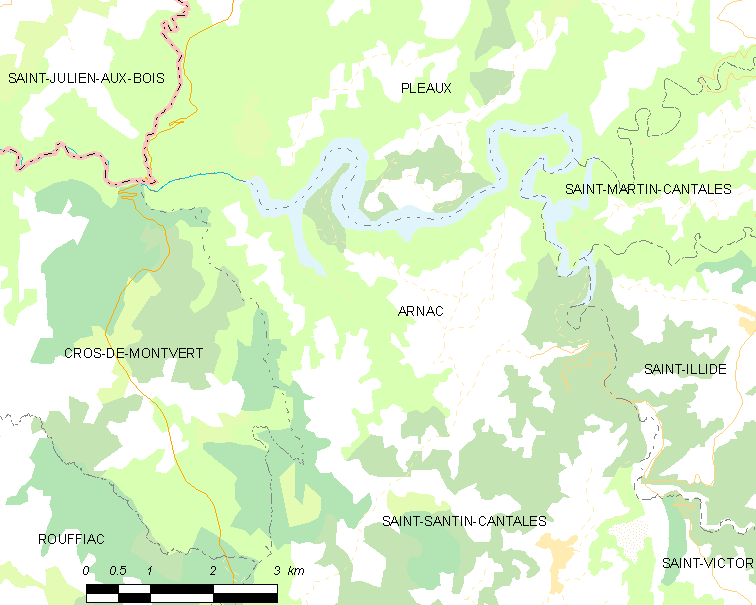
阿尔纳克的OSM定位图

阿尔纳克的时区为UTC+01:00、UTC+02:00（夏令时）。

## 行政
阿尔纳克的邮政编码为15150，INSEE市镇编码为15011。

## 政治
阿尔纳克所属的省级选区为圣保罗德朗德县。

## 人口

1962-2008年间阿尔纳克人口变化图示

阿尔纳克于2022年1月1日时的人口数量为178人。